# Нефела (Болгарія)
Нефе́ла (болг. Нефела) — село у Врачанській області Болгарії. Входить до складу общини Враца.

## Населення
За даними перепису населення 2011 року у селі проживали 522 особи.
Національний склад населення села:
| Національність   | Кількість осіб | Відсоток |
| ---------------- | -------------- | -------- |
| болгари          | 286            | 55,1%    |
| цигани           | 227            | 43,7%    |
| не визначились   | 4              | 0,8%     |
| Всього відповіли | 519            |          |

Розподіл населення за віком у 2011 році:
Динаміка населення: